# 長井俊彦
長井 俊彦（ながい としひこ、1967年〈昭和42年〉3月30日 - ）は、日本の農林水産官僚。

## 来歴
長野県諏訪郡下諏訪町出身。長野県諏訪清陵高等学校を経て、1990年（平成2年）3月、東京大学経済学部を卒業。国家公務員試験I種・経済に合格し、同年4月、農林水産省に入省。入省後、食料産業局食品製造課長、生産局農産部地域作物課長、経営局総務課長、国土交通省大臣官房審議官、農林水産技術会議事務局研究総務官、農林水産省大臣官房審議官などを歴任。福島第一原子力発電所事故が発生した際には、総合食料局流通課卸売市場室長として卸売市場における事故周辺地域で出荷された生鮮食品の取り扱いを担当した。
2023年（令和5年）7月4日、農村振興局長に就任。
2024年（令和6年）7月5日、農林水産大臣官房長に就任。
2025年（令和7年）7月1日、畜産局長に就任。

## 年譜
- 1990年（平成2年）
  - 3月 - 東京大学経済学部卒業[1]
  - 4月 - 農林水産省入省[1]
- 1997年（平成9年）4月 - 農林水産省大臣官房企画室企画官[9]
- 1998年（平成10年）4月 - 農林水産省食品流通局市場課課長補佐（総括及び総務班）
- 2000年（平成12年）7月 - 大蔵省主計局調査課課長補佐
- 2001年（平成13年）
  - 1月 - 財務省主計局調査課課長補佐
  - 7月 - 財務省主計局主計官補佐（防衛第三係主査）
- 2002年（平成14年）7月 - 農林水産省生産局特産振興課課長補佐（企画班担当）
- 2004年（平成16年）4月 - 農林水産省大臣官房予算課課長補佐（予算編成班担当）
- 2005年（平成17年）4月 - 農林水産省大臣官房予算課課長補佐（予算調整）
- 2006年（平成18年）4月 - 福岡県農政部次長[1]
- 2008年（平成20年）4月 - 福岡県農林水産部次長[1]
- 2009年（平成21年）4月 - 農林水産省経営局協同組織課経営・組織対策室長[1]
- 2010年（平成22年）7月 - 農林水産省総合食料局流通課卸売市場室長[1]
- 2010年（平成22年）7月 - 農林水産省総合食料局流通課卸売市場室長[1]
- 2011年（平成23年）9月 - 農林水産省食料産業局食品製造卸売課卸売市場室長[1]
- 2012年（平成24年）1月 - 農林水産省食料産業局食品製造卸売課長[1]
- 2014年（平成26年）7月 - 農林水産省生産局農産部地域作物課長[1]
- 2015年（平成27年）10月 - 農林水産省生産局農産部地域作物課長兼政策統括官付[1]
- 2017年（平成29年）7月 - 農林水産省経営局総務課長[1]
- 2018年（平成30年）7月 - 国土交通省大臣官房審議官兼国土交通省都市局[1]
- 2020年（令和2年）8月 - 農林水産技術会議事務局研究総務官[1]
- 2021年（令和3年）7月 - 農林水産省大臣官房審議官兼経営局付[1]
- 2023年（令和5年）7月 - 農林水産省農村振興局長[1][7]
- 2024年（令和6年）7月 - 農林水産大臣官房長[5][6]
- 2025年（令和7年）7月 - 農林水産省畜産局長[4]